# Gran Premio motociclistico d'Italia 2017
Il Gran Premio motociclistico d'Italia 2017 è stato la sesta prova del motomondiale del 2017. Si tratta della 69ª edizione corsa nel contesto del campionato iridato.
Nelle gare delle tre classi i risultati hanno visto vincere: Andrea Migno in Moto3, Mattia Pasini in Moto2 e Andrea Dovizioso in MotoGP.
In occasione del fine settimana di questo GP, Marco Lucchinelli viene inserito nella Hall of Fame del motomondiale.

## MotoGP
Prima vittoria stagionale per la Ducati di Andrea Dovizioso, con quest'ultimo che ottiene così la personale dodicesima vittoria della sua carriera nel motomondiale, terza in MotoGP. Seguono il pilota italiano, Maverick Viñales su Yamaha YZR-M1 del team Movistar Yamaha, con Danilo Petrucci terzo con la Ducati Desmosedici del team Octo Pramac Racing. Nel mondiale piloti, la situazione al termine di questa gara è la seguente: Viñales primo con 105 punti, Dovizioso che sale al secondo posto con 79 punti, con Valentino Rossi (quarto in questa gara) che scende al terzo posto con 75 punti.

### Arrivati al traguardo
| Pos. | Nº | Pilota           | Squadra                     | Motocicletta       | Giri | Tempo     | Griglia | Punti |
| ---- | -- | ---------------- | --------------------------- | ------------------ | ---- | --------- | ------- | ----- |
| 1º   | 4  | Andrea Dovizioso | Ducati Team                 | Ducati Desmosedici | 23   | 41'32.126 | 3º      | 25    |
| 2º   | 25 | Maverick Viñales | Movistar Yamaha             | Yamaha YZR-M1      | 23   | +1.281    | 1º      | 20    |
| 3º   | 9  | Danilo Petrucci  | Octo Pramac Racing          | Ducati Desmosedici | 23   | +2.334    | 9º      | 16    |
| 4º   | 46 | Valentino Rossi  | Movistar Yamaha             | Yamaha YZR-M1      | 23   | +3.685    | 2º      | 13    |
| 5º   | 19 | Álvaro Bautista  | Pull&Bear Aspar             | Ducati Desmosedici | 23   | +5.802    | 8º      | 11    |
| 6º   | 93 | Marc Márquez     | Repsol Honda                | Honda RC213V       | 23   | +5.885    | 6º      | 10    |
| 7º   | 5  | Johann Zarco     | Monster Yamaha Tech 3       | Yamaha YZR-M1      | 23   | +13.205   | 11º     | 9     |
| 8º   | 99 | Jorge Lorenzo    | Ducati Team                 | Ducati Desmosedici | 23   | +14.393   | 7º      | 8     |
| 9º   | 51 | Michele Pirro    | Ducati Team                 | Ducati Desmosedici | 23   | +14.880   | 4º      | 7     |
| 10º  | 29 | Andrea Iannone   | Suzuki Ecstar               | Suzuki GSX-RR      | 23   | +15.502   | 16º     | 6     |
| 11º  | 53 | Esteve Rabat     | EG 0,0 Marc VDS             | Honda RC213V       | 23   | +22.004   | 10º     | 5     |
| 12º  | 45 | Scott Redding    | Octo Pramac Racing          | Ducati Desmosedici | 23   | +24.952   | 20º     | 4     |
| 13º  | 94 | Jonas Folger     | Monster Yamaha Tech 3       | Yamaha YZR-M1      | 23   | +28.160   | 15º     | 3     |
| 14º  | 8  | Héctor Barberá   | Reale Avintia Racing        | Ducati Desmosedici | 23   | +30.676   | 14º     | 2     |
| 15º  | 43 | Jack Miller      | EG 0,0 Marc VDS             | Honda RC213V       | 23   | +30.779   | 19º     | 1     |
| 16º  | 17 | Karel Abraham    | Pull&Bear Aspar             | Ducati Desmosedici | 23   | +42.306   | 21º     |       |
| 17º  | 50 | Sylvain Guintoli | Suzuki Ecstar               | Suzuki GSX-RR      | 23   | +46.294   | 24º     |       |
| 18º  | 76 | Loris Baz        | Reale Avintia Racing        | Ducati Desmosedici | 23   | +50.731   | 17º     |       |
| 19º  | 22 | Sam Lowes        | Aprilia Racing Team Gresini | Aprilia RS-GP      | 23   | +50.740   | 22º     |       |
| 20º  | 38 | Bradley Smith    | Red Bull KTM Factory Racing | KTM RC16           | 23   | +50.897   | 23º     |       |

### Ritirati
| Nº | Pilota          | Squadra                     | Motocicletta  | Giri | Griglia |
| -- | --------------- | --------------------------- | ------------- | ---- | ------- |
| 35 | Cal Crutchlow   | LCR Honda                   | Honda RC213V  | 22   | 13º     |
| 26 | Dani Pedrosa    | Repsol Honda                | Honda RC213V  | 22   | 5º      |
| 41 | Aleix Espargaró | Aprilia Racing Team Gresini | Aprilia RS-GP | 15   | 12º     |
| 44 | Pol Espargaró   | Red Bull KTM Factory Racing | KTM RC16      | 13   | 18º     |

## Moto2
Mattia Pasini realizza in questa gara la sua personale undicesima vittoria nel motomondiale, prima in classe Moto2. Il pilota italiano non vinceva una gara da otto anni, da quando chiuse primo il GP d'Italia del 2009 della classe 250. Completano il podio Thomas Lüthi al secondo posto e Álex Márquez al terzo. Franco Morbidelli, quarto in questa gara, mantiene la leadership della classifica piloti con 113 punti, con Lüthi secondo a 100 punti e Márquez terzo a 78.

### Arrivati al traguardo
| Pos. | Nº | Pilota             | Squadra                    | Motocicletta       | Giri | Tempo     | Griglia | Punti |
| ---- | -- | ------------------ | -------------------------- | ------------------ | ---- | --------- | ------- | ----- |
| 1º   | 54 | Mattia Pasini      | Italtrans Racing           | Kalex Moto2        | 21   | 39'30.974 | 3º      | 25    |
| 2º   | 12 | Thomas Lüthi       | CarXpert Interwetten       | Kalex Moto2        | 21   | +0.052    | 4º      | 20    |
| 3º   | 73 | Álex Márquez       | EG 0,0 Marc VDS            | Kalex Moto2        | 21   | +0.136    | 2º      | 16    |
| 4º   | 21 | Franco Morbidelli  | EG 0,0 Marc VDS            | Kalex Moto2        | 21   | +3.643    | 1º      | 13    |
| 5º   | 44 | Miguel Oliveira    | Red Bull KTM Ajo           | KTM Moto2          | 21   | +5.124    | 9º      | 11    |
| 6º   | 10 | Luca Marini        | Forward Racing             | Kalex Moto2        | 21   | +13.266   | 6º      | 10    |
| 7º   | 77 | Dominique Aegerter | Kiefer Racing              | Suter MMX2         | 21   | +13.299   | 18º     | 9     |
| 8º   | 24 | Simone Corsi       | Speed Up Racing            | Speed Up SF7       | 21   | +13.703   | 10º     | 8     |
| 9º   | 9  | Jorge Navarro      | Federal Oil Gresini        | Kalex Moto2        | 21   | +15.485   | 7º      | 7     |
| 10º  | 41 | Brad Binder        | Red Bull KTM Ajo           | KTM Moto2          | 21   | +16.036   | 23º     | 6     |
| 11º  | 23 | Marcel Schrötter   | Dynavolt Intact GP         | Suter MMX2         | 21   | +16.039   | 13º     | 5     |
| 12º  | 55 | Hafizh Syahrin     | Petronas Raceline Malaysia | Kalex Moto2        | 21   | +16.310   | 20º     | 4     |
| 13º  | 32 | Isaac Viñales      | BE-A-VIP SAG               | Kalex Moto2        | 21   | +17.702   | 19º     | 3     |
| 14º  | 87 | Remy Gardner       | Tech 3 Racing              | Tech 3 Mistral 610 | 21   | +21.335   | 11º     | 2     |
| 15º  | 19 | Xavier Siméon      | Tasca Racing               | Kalex Moto2        | 21   | +22.740   | 21º     | 1     |
| 16º  | 5  | Andrea Locatelli   | Italtrans Racing           | Kalex Moto2        | 21   | +22.781   | 15º     |       |
| 17º  | 68 | Yonny Hernández    | AGR Team                   | Kalex Moto2        | 21   | +22.804   | 14º     |       |
| 18º  | 40 | Fabio Quartararo   | Pons HP40                  | Kalex Moto2        | 21   | +23.705   | 22º     |       |
| 19º  | 11 | Sandro Cortese     | Dynavolt Intact GP         | Suter MMX2         | 21   | +25.336   | 17º     |       |
| 20º  | 57 | Edgar Pons         | Pons HP40                  | Kalex Moto2        | 21   | +28.534   | 30º     |       |
| 21º  | 49 | Axel Pons          | RW Racing GP               | Kalex Moto2        | 21   | +29.512   | 24º     |       |
| 22º  | 42 | Francesco Bagnaia  | SKY Racing Team VR46       | Kalex Moto2        | 21   | +40.336   | 16º     |       |
| 23º  | 2  | Jesko Raffin       | Garage Plus Interwetten    | Kalex Moto2        | 21   | +40.351   | 25º     |       |
| 24º  | 45 | Tetsuta Nagashima  | Teluru SAG                 | Kalex Moto2        | 21   | +40.486   | 27º     |       |
| 25º  | 37 | Augusto Fernández  | Speed Up Racing            | Speed Up SF7       | 21   | +45.382   | 28º     |       |
| 26º  | 89 | Khairul Idham Pawi | Idemitsu Honda Team Asia   | Kalex Moto2        | 21   | +45.385   | 26º     |       |
| 27º  | 6  | Tarran Mackenzie   | Kiefer Racing              | Suter MMX2         | 21   | +1'07.733 | 32º     |       |
| 28º  | 22 | Federico Fuligni   | Forward Junior             | Kalex Moto2        | 21   | +1'07.742 | 31º     |       |

### Ritirati
| Nº | Pilota              | Squadra                  | Motocicletta | Giri | Griglia |
| -- | ------------------- | ------------------------ | ------------ | ---- | ------- |
| 52 | Danny Kent          | Garage Plus Interwetten  | Kalex Moto2  | 9    | 12º     |
| 62 | Stefano Manzi       | SKY Racing Team VR46     | Kalex Moto2  | 9    | 29º     |
| 30 | Takaaki Nakagami    | Idemitsu Honda Team Asia | Kalex Moto2  | 0    | 5º      |
| 7  | Lorenzo Baldassarri | Forward Racing           | Kalex Moto2  | 0    | 8º      |

### Non partito
| Nº | Pilota      | Squadra       | Motocicletta       |
| -- | ----------- | ------------- | ------------------ |
| 97 | Xavi Vierge | Tech 3 Racing | Tech 3 Mistral 610 |

## Moto3
Prima vittoria nel motomondiale della sua carriera per Andrea Migno, il pilota del team SKY Racing Team VR46 realizza anche la prima vittoria stagionale per la KTM, visto che le prime cinque gare di questo campionato erano state tutte vinte da piloti dotati di motociclette Honda. Secondo posto per Fabio Di Giannantonio con la Honda NSF250R del team Del Conca Gresini, mentre con il terzo posto in questa gara, Juanfran Guevara ottiene il suo primo piazzamento a podio nel contesto del motomondiale.
La classifica mondiale al termine di queta gara vede: Joan Mir mantenersi in prima posizione con 108 punti, Arón Canet secondo con 74 e Di Giannantonio terzo con 71.

### Arrivati al traguardo
| Pos. | Nº | Pilota                 | Squadra                    | Motocicletta   | Giri | Tempo     | Griglia | Punti |
| ---- | -- | ---------------------- | -------------------------- | -------------- | ---- | --------- | ------- | ----- |
| 1º   | 16 | Andrea Migno           | SKY Racing Team VR46       | KTM RC 250 GP  | 20   | 39'43.963 | 12º     | 25    |
| 2º   | 21 | Fabio Di Giannantonio  | Del Conca Gresini          | Honda NSF250R  | 20   | +0.037    | 3º      | 20    |
| 3º   | 58 | Juanfran Guevara       | RBA BOE Racing             | KTM RC 250 GP  | 20   | +0.166    | 5º      | 16    |
| 4º   | 40 | Darryn Binder          | Platinum Bay Real Estate   | KTM RC 250 GP  | 20   | +0.362    | 15º     | 13    |
| 5º   | 44 | Arón Canet             | Estrella Galicia 0,0       | Honda NSF250R  | 20   | +0.364    | 14º     | 11    |
| 6º   | 17 | John McPhee            | British Talent Team        | Honda NSF250R  | 20   | +0.419    | 1º      | 10    |
| 7º   | 36 | Joan Mir               | Leopard Racing             | Honda NSF250R  | 20   | +0.556    | 2º      | 9     |
| 8º   | 71 | Ayumu Sasaki           | SIC Racing                 | Honda NSF250R  | 20   | +0.710    | 24º     | 8     |
| 9º   | 42 | Marcos Ramírez         | Platinum Bay Real Estate   | KTM RC 250 GP  | 20   | +0.772    | 7º      | 7     |
| 10º  | 8  | Nicolò Bulega          | SKY Racing Team VR46       | KTM RC 250 GP  | 20   | +1.125    | 4º      | 6     |
| 11º  | 33 | Enea Bastianini        | Estrella Galicia 0,0       | Honda NSF250R  | 20   | +1.229    | 17º     | 5     |
| 12º  | 64 | Bo Bendsneyder         | Red Bull KTM Ajo           | KTM RC 250 GP  | 20   | +1.261    | 8º      | 4     |
| 13º  | 5  | Romano Fenati          | Marinelli Rivacold Snipers | Honda NSF250R  | 20   | +1.461    | 6º      | 3     |
| 14º  | 65 | Philipp Öttl           | Südmetall Schedl GP Racing | KTM RC 250 GP  | 20   | +1.524    | 16º     | 2     |
| 15º  | 88 | Jorge Martín           | Del Conca Gresini          | Honda NSF250R  | 20   | +1.553    | 13º     | 1     |
| 16º  | 23 | Niccolò Antonelli      | Red Bull KTM Ajo           | KTM RC 250 GP  | 20   | +1.858    | 11º     |       |
| 17º  | 12 | Marco Bezzecchi        | CIP                        | Mahindra MGP3O | 20   | +2.259    | 23º     |       |
| 18º  | 7  | Adam Norrodin          | SIC Racing                 | Honda NSF250R  | 20   | +2.272    | 22º     |       |
| 19º  | 48 | Lorenzo Dalla Porta    | Aspar Mahindra             | Mahindra MGP3O | 20   | +2.319    | 18º     |       |
| 20º  | 84 | Jakub Kornfeil         | Peugeot MC Saxoprint       | Peugeot        | 20   | +3.053    | 20º     |       |
| 21º  | 14 | Tony Arbolino          | SIC58 Squadra Corse        | Honda NSF250R  | 20   | +3.476    | 21º     |       |
| 22º  | 96 | Manuel Pagliani        | CIP                        | Mahindra MGP3O | 20   | +11.162   | 30º     |       |
| 23º  | 11 | Livio Loi              | Leopard Racing             | Honda NSF250R  | 20   | +17.713   | 25º     |       |
| 24º  | 41 | Nakarin Atiratphuvapat | Honda Team Asia            | Honda NSF250R  | 20   | +37.687   | 26º     |       |
| 25º  | 27 | Kaito Toba             | Honda Team Asia            | Honda NSF250R  | 20   | +37.688   | 31º     |       |
| 26ª  | 6  | María Herrera          | AGR Team                   | KTM RC 250 GP  | 20   | +37.776   | 28ª     |       |
| 27º  | 4  | Patrik Pulkkinen       | Peugeot MC Saxoprint       | Peugeot        | 20   | +37.887   | 27º     |       |

### Ritirati
| Nº | Pilota          | Squadra                    | Motocicletta   | Giri | Griglia |
| -- | --------------- | -------------------------- | -------------- | ---- | ------- |
| 24 | Tatsuki Suzuki  | SIC58 Squadra Corse        | Honda NSF250R  | 19   | 9º      |
| 75 | Albert Arenas   | Aspar Mahindra             | Mahindra MGP3O | 19   | 19º     |
| 95 | Jules Danilo    | Marinelli Rivacold Snipers | Honda NSF250R  | 9    | 10º     |
| 30 | Edoardo Sintoni | 3570-MTA                   | Mahindra MGP3O | 7    | 29º     |